# 히말라야 왕국
히말라야 왕국은 푸라나에서 언급된 히말라야산맥의 산악 국가였다. 통치자는 히마바트이며 그의 딸 파르바티는 이 왕국의 공주였다. 인도 서사시 마하바라타는 히말라야라는 이름의 왕국을 언급하지 않지만 쿠닌다, 파르바타, 네파, 키라타, 킴푸루샤, 킨나라 왕국 같은 히말라야산맥의 많은 왕국을 언급한다.

## 마하바라타에서의 언급
아르주나는 히말라야 산간 지역에 있는 왕국들을 탐험했다고 언급되었다(2:27). 모든 히말라야와 니슈쿠타산맥을 정복하고 백산에 도착한 그는 그 가슴에 진을 쳤다(2:26). 판다바들은 히말라야에 위치하고 말과 코끼리가 많고 키라타들과 탕가나들이 밀집되어 있으며 수백 명의 풀린다들로 붐비는 수바후의 광범위한 영역을 기쁨으로 보았다(3:140). 판다바들은 히말라야 금광에서 금을 캐는 것으로 언급되었다(14:63,64).

## 같이 보기
- 히말라야산맥
- 히마바트
- 파르바티